# Milad Avaz
Milad Schwartz Avaz (født 24. april 1988) er en dansk manuskriptforfatter, instruktør og filmproducer. Han debuterede som manuskriptforfatter og producer på spillefilmen Mens vi lever (2017) og har siden arbejdet med film og tv-serier, herunder spillefilmen Bedre Tider (2023), kortfilmen Et Lift (2016), TV 2-serien Alfa (2020) og Amazon Primes første skandinaviske fiktionsserie STHLM Blackout (2024).

## Tidligt liv og uddannelse
Milad Avaz flygtede som fireårig fra Iran.  
Han er cand.merc. i erhvervsstrategi fra Copenhagen Business School og arbejdede før sin filmkarriere for en investeringsfond.

## Filmografi
I 2017 medstiftede han produktionsselskabet Rocket Road Pictures sammen med brødrene Mehdi og Misam Avaz, og har siden etableret Forty Five Films med Misam Avaz.

### Kortfilm
- Et Lift (2016) – manuskript, instruktion, producer. Vandt hovedprisen ved Ekko Shortlist Awards.

### Spillefilm
- Mens vi lever (2017) – manuskript, producer (instr.: Mehdi Avaz; prod.: Misam Avaz).[2]
- Kollision (2019) – manuskript.[2]
- Bedre Tider (2023) – instruktion, manuskript.[2]

### Tv-serier
- Alfa (2020) – instruktør, manuskript.[2]
- STHLM Blackout (2024) – instruktør, manuskript.[2]

## Anerkendelse
I januar 2018 udnævnte branchepublikationen Variety Milad Avaz og hans brødre til en af "10 Europeans to Watch".  
Han har for sin instruktionsdebut Alfa vundet "Årets Bedste TV-serie – Langt Format" til TV-Prisen i 2020  
samt THIS serieprisen for Årets Serie for samme titel.
Alfa blev også udvalgt til Berlinale Series i 2021.
STHLM Blackout blev nomineret til Årets Serie både ved svenske Kristallen og TV-Prisen i 2025.